# Elyo
 (février 2010).
Si vous disposez d'ouvrages ou d'articles de référence ou si vous connaissez des sites web de qualité traitant du thème abordé ici, merci de compléter l'article en donnant les références utiles à sa vérifiabilité et en les liant à la section « Notes et références ».
Elyo est une ancienne société de services dans le domaine de la production et la distribution d'énergie, disparue en 2009. 

À ce titre, elle concevait et mettait en œuvre des solutions pour optimiser la consommation d’énergies sous différentes formes (chaleur, électricité, vapeur, air comprimé, etc.) en intégrant la production et la distribution de ces énergies. 

## Stratégie
Elyo faisait partie de GDF Suez Energie Services, avec un chiffre d’affaires de 13 milliards d’euros en 2007 et 75 000 collaborateurs. 
GDF SUEZ Energie Services est une des six branches d’activités de GDF SUEZ, l’un des premiers énergéticiens au niveau mondial.

## Historique
En 2009, GDF Suez a regroupé les sociétés Elyo (ex-Suez) et Cofathec (ex-GDF), au sein de la branche Energie Service, sous une marque unique en Europe : Cofely. 